# Johann Benedikt von Groeling
Johann Benedikt Jacob von Groeling (* 23. November 1726 in Aschersleben; † 25. August 1791 in Pniow) war ein preußischer Generalleutnant, Chef des Husarenregiments Nr. 6 und Besitzer der Herrschaft Rudzinitz mit Kurzina und Piela.

## Leben

### Herkunft
Sein Vater war Reiter im Kürassierregiments Nr. 6, seine Mutter war eine Bürgerstochter aus Halberstadt.

### Militärlaufbahn
Groeling ging 1746 nach Schlesien und kam als einfacher Husar in das Husarenregiment „Natzmer“. Als 1755 der Regimentskommandeur, der spätere Generalleutnant Seydlitz, in das Kürassierregiment „Rochow“ versetzt wurde, nahm er Groeling mit und machte ihn zum Unteroffizier. 1760 wurde er Kornett beim Husarenregiment „Zieten“ und noch im gleichen Jahr Sekondeleutnant. Auf Empfehlung von Seydlitz wurde er am 20. März 1762 bei der Erweiterung das Husarenregiment Nr. 9 (Bosniakenkorps) in selbiges versetzt, zum Major befördert und man gab ihm eine Eskadron. Am Ende des Siebenjährigen Krieges wurde das Korps wieder verkleinert. Groeling kam zunächst zurück zum Husarenregiment „Zieten“ aber 1764 in das Husarenregiment „Werner“.
1768 erhob ihn der König zusammen mit seinen Nachkommen in den Adelsstand und gab ihm das Schlesische Inkolat. 1772 wurde er Oberstleutnant und 1778 Kommandeur des Regiments. Im Bayerischen Erbfolgekrieg konnte er sich am 22. Mai 1778 bei Glanitz bei einem Überfall auf den Generalmajor Knebel bei Mladecka auszeichnen. Er wurde dafür Oberst und erhielt den Orden Pour le Mérite. Bei dem Überfall wurden die Dragonerregimenter „Württemberg“ und „Jung-Modena“ zerstreut, deren Lager erbeutet und 400 Gefangene gemacht. 1785 wurde Groeling Chef des Husarenregiments Nr. 6 und am 29. Juni 1786 wurde er zum Generalmajor befördert. 1791 erhielt er seine Demission mit dem Charakter eines Generalleutnants. Er starb aber kurze Zeit später.
Während des Siebenjährigen Krieges kämpfte er in den Schlachten bei Lobositz, Roßbach, Leuthen, Hochkirch, Kolin, Zorndorf und Reichenbach. In den letzten drei wurde er jeweils leicht verwundet.

### Familie
Er heiratete 1749 Johanna Juliana Habel, eine Bürgerstochter aus Festenberg (Schlesien). Das Paar hatte neun Kinder. Davon überlebten zwei Söhne und zwei Töchter. Einer der Söhne wurde preußischer Major. Sein Sohn Karl wurde Besitzer eines Hochofens und Erbe in Rudzinitz.